# Pycnopteryx schmidti
Pycnopteryx schmidti (лат.) — вид мелких термитофильных жуков-перокрылок (Ptiliidae) из подсемейства Ptiliinae. Южная Америка: Колумбия (Villavicencio, Meta Intendencia). Микроскопического размера жуки: длина — 1,03—1,29 мм, ширина — 0,5 мм. Основная окраска коричневая. Усики 11-члениковые (последние три членика увеличенные), примерно равны ширине головы. Глаза сильно редуцированы и непигментированные. Голова широкая, глубоко по самые глаза вставлена в переднеспинку. Надкрылья укороченные, задние крылья редуцированные. Голова, пронотум, скутеллюм и надкрылья покрыты очень мелкими и редкими щетинками. Пронотум сильно выпуклый, по бокам почти вертикальный. Обнаружены в ассоциации с термитами рода Syntermes (Syntermes molestus). Вид был впервые описан в 1955 году американским энтомологом Генри Дибасом (Henry S. Dybas; Chicago Natural History Museum, Чикаго, США) вместе с Termitopteryx productus Dybas, 1955 и другими новыми видами. В том же гнезде термитов были найдены паразитические бескрылые мухи-горбатки Syntermophora microphthalma Seevers и Cryptophora colomhiae Seevers (Phoridae). Морфологически близок к роду Urotriainus Silvestri, а своей каплевидной формой тела напоминают коротконадкрылых жуков из подсемейства Tachyporinae. Видовое название дано в честь американского зоолога Карла Паттерсона Шмидта (Dr. Karl Patterson Schmidt, Chicago Natural History Museum).